# ゆく年くる年への道
『ゆく年くる年への道』（ゆくとしくるとしへのみち）は、2005年6月11日から2006年12月9日までテレビ朝日で深夜に不定期放送されていたバラエティ番組。
テレビ朝日の年越し番組「お笑い!!ゆく年くる年」関連番組。

## タイトル・放送日
- 第1回：くりぃむ・鶴瓶・ロンブーのゆく年くる年への道SP （2005年6月11日）
- 第2回：雨上がり・鶴瓶・ロンブーのゆく年くる年への道SP （2005年9月18日）
- 第3回：鶴瓶&ロンブーのお笑いゆく年くる年まで2週間! （2005年12月17日） - 『ドスペ2』枠で放送。
- 第4回：ゆく年へのみち ゆく年くる年への道 第一部（2006年12月9日） - 『ドスペ2』枠で放送。

## 出演者
- 笑福亭鶴瓶
- ロンドンブーツ1号2号（田村亮・田村淳）
- くりぃむしちゅー（上田晋也・有田哲平） - 第1回に出演。
- 雨上がり決死隊（蛍原徹・宮迫博之） - 第2回に出演。
- さまぁ〜ず（三村マサカズ・大竹一樹） - 第3回と第4回に出演。

## 関連番組
- お笑い!!ゆく年くる年 - 毎年大晦日の夜に上記のメンバーで行われていた生放送特番。